# Гала (певачица)
Гала, рођена као Гала Ризато (итал. Gala Rizzatto) 6. септембра 1975. године, италијанска је поп певачица и текстописац.
Њен дебитантски албум под називом Дођи у мој живот (енгл. Come into My Life) укључује неколико мулти-платинастих синглова попут Ослобођени од страсти (енгл. Freed from Desire), Пусти дечка да плаче (енгл. Let a Boy Cry) и Дођи у мој живот (енгл. Come into My Life) који су достигли међу 3 песме на топ листама широм Европе, Јужне Америке, Русије и Блиског истока. Гала је продала преко шест милиона плоча широм света.

## Биографија

### Младост
Гала Ризато је добила име по музи Салвадора Далија, Гали Дали. Са 17 година је напустила родну Италију како би похађала средњу уметничку школу у Бостону. 1993. сели се у Њујорк како би похађала Уметничку школу Тиш на Њујоршком универзитету коју је и дипломирала и постаје фотограф.

### Музичка каријера

#### 1996—2001
У замену за фотографију једног европског ди-џеја, Гала снима свој први демо. Ослобођени од страсти (енгл. Freed from Desire) је била прва песма коју је Гала написала у Њујорку и послала је на касети у иностранство. Песма је снимљена у Лондону, а објавила ју је италијанска независна издавачка кућа DIY (Do It Yourself Records).
1996. године, Галу је италијански магазин Музика и плоче (итал. Musica e Dischi) прогласио најбољом певачицом године.
У јулу 1997. године јој је додељена Италијанска денс награда (енгл. Italian Dance Award) у категорији најбољег поп-денс уметника године. Гала је освојила и награду Дијамантска плоча (енгл. Diamond recording) у Француској, Платинасту плочу (енгл. Platinum record) у Бенелуксу и Златну плочу (енгл.Gold record) у Великој Британији. Исте године је номинована за Најбољи плесни акт на МОБО наградама  (енгл.MOBO Awards) у Уједињеном краљевству уз бендове The Prodigy, The Chemical Brothers и Orbital.
Између 1995. и 1998. године, Гала је наступала на британском Би-Би-Сију у емисији Top of the Pops,  француској Таратати,  немачком МТВ-у, као и на стадионима попут стадиона Берси у Паризу и Лас Вентас арени у Мадриду.
Њен албум под називом  Дођи у мој живот (енгл. Come into My Life) објављен је 17. новембра 1997. године са 4 сингла уврштена у топ 20 песама широм Европе и преко 6 милиона плоча широм света до 1998. године.
1998. године, док је изводила песму Пусти дечка да плаче (енгл. Let a Boy Cry) на француској Таратати, упознала је менаџера Принса, Стива Фарњолија, који је почео тада да је заступао и сарадња је трајала све до његове смрти 2001. године. Исте те 1998. године, потписала је уговор са Universal Records у Италији. Уговор је раскинула након смрти свог менаџера, када се вратила у Њујорк.

#### 2005—2010
Настанивши се у Бруклину, Гала је кренула да редефинише свој звук, свој живот и каријеру, поново се појављујући као независни уметник.
2005. године EMI  је издао песму Далеко (енгл. Faraway) у Француској и Грчкој где је доспела до броја 1 на iTunes топ листи и до броја 6 на националним топ листама.
У копродукцији песме Далеко је учествовао Кевин Рудолф, музичар и продуцент музичке куће Cash Money Records. Песма  Далеко је била представљена у ТВ реклами парфема БОД Ман, која се емитовала на МТВ, ХБО.
2008. године, Гала оснива издавачку кућу Matriarchy Records са седиштем у Бруклину, Њујорк. Деби албум ове издавачке куће био је управо Галин други албум, Тешка љубав (енгл. Tough Love), који је објављен широм света 6. септембра 2009. године.
Албум Тешка љубав укључује сарадњу са низом познатих продуцената, укључујући бубњара Деантонија Паркса, Маркуса Бела и Кевина Рудолфа који је 2008. достигао пету позицију на Билбордовој топ листи са песмом  „Let It Rock" у којој је учествовао и Лил Вејн. Гала је такође сарађивала и са Тамиром Мускатом, оснивачем бенда Balkan Beat Box, на својој песми Ја сам свет, свет сам ја (енгл. I Am The World, The World Is Me).
Гала је самостално произвела четири музичка спота за албум Тешка љубав. Видео за песму Ја сам свет, свет сам ја снимљен је у сарадњи са италијанским/аргентинским сликаром и писцем, Себастијаном Мауријем, укључујући и његову видео-монтажу Песме које волим (енгл. The Songs I Love To).
2010. године Тешка љубав је приказана у популарној америчкој серији Проводаџија за милионере. Исте године је Ослобођени од страсти искоришћена у Нисановој ТВ реклами у Француској и Шпанији.

#### 2011—2012
2011. године, Гала је извела нови сингл под насловом Изгуби се у мени (енгл. Dance in the Summer) у Бејруту уз Тајо Круза, Ти-Пејна и Даш Берлин. Догађај је организовао Микс еф-ем радио, а сингл Изгуби се у мени достигао је 2. место на листи топ 10 преноса пред емитовање, а касније је заузео прво место на либанском Ер-еф-икс радију 3 недеље заредом.
Овај сингл је издат у мају 2012. године широм света преко Галине издавачке куће Matriarchy Records.
Музички видео за песму Изгуби се у мени је самостално издала кућа  Matriarchy Records у сарадњи са The Masses. Режирао га је Алистер Легранд, брат Викторије Легранд из бенда Beach House. Видео је представио комплетна ЛЕД одела и крумп играче из Лос Анђелеса, а кореографисала га је Гала. Након објављивања, видео је приказан на насловној страни платформи и магазина: Dailymotion, Yahoo Француска, The Huffington Post, The Mediateseur и Vogue.

#### 2013
2013. године, Гала је снимила видео за песму Укус мене (енгл. Taste Of Me) коју је кореографисао Бенуа Свон, арт директор њујоршке авангардне плесне компаније Сидар Лејк (енгл. Cedar Lake), а у режији француског режисера из Њујорка, Александра Мурса. Галин видео укључује и плесна трупа америчког плесног позоришта Алвин Ејли са кореографом Абдур-Рахим Џексоном.
Инспирисана својим омиљеним режисером, Алфредом Хичкоком, Гала је желела да сними видео који би изгледао као да је снимљен у једном покушају. Спот је снимљен помоћу колица за камеру, платформе која омогућава кретање видео камере током снимања (техника која је такође позната и као Хичкоков снимак, енгл. Hitchcock shot). Друга референца у споту био је Едвард Мајбриџ и његов пионирски рад у фотографским студијама покрета и у пројекцији филма. У кореографији се суптилно наводе различити кореографи међу Галиним миљеницима (Дејвид Парсонс, Боб Фоси, Марк Морис).
2013. године су Галине песме попут Изгуби се у мени (енгл. Lose Yourself in Me), Укус мене (енгл. Taste of Me) и Немогућа љубав (енгл. Love Impossible) су приказане на МТВ-јевим шоу програмима: Најбоље мастило (енгл. Best Ink), Екс-плозија стварног света (енгл. Real World Ex-Plosion), Путевима владају екстремни изазови (енгл. Road Rules Extreme Challenge) и У корак са Кардашијанима (енгл. Keeping Up with the Kardashians).
Песма Ослобођени од страсти је инспирисала немачки бенд Фрида Голд (нем. Frida Gold) да изда песму под називом Слобода је моја побуна (нем. Liebe ist meine Rebellion). Такође, песму су обрадиле и Елена Папаризу и други извођачи.

#### 2014
Гала је била главни извођач на Олимпијским играма у Сочију. Наступ је преносио Европа Плус ТВ, највећи музички канал у Русији. На наступу је промовисала и свој нови сингл Лепи (енгл. The Beautiful). Упркос контроверзама око Олимпијских игара, Гала је свој наступ отворила хитом из 90-их, Пусти дечка да плаче, у знак подршке својим хомосексуалцима.
20. новембра, издавачка кућа InHouse Records у Њујорку издала је Галин EP Лепи, сарадњу са хаус ди-џејем/продуцентом Тод Теријем, а уследио је и де-лукс EP, који је објавила Галина издавачка кућа  Matriarchy Records, а који укључује ремиксе Тода Терија, групе Hoxton Whores, Lodge 21, Ryan and Smitty, Midnight Magic и Lauren Flax.

#### 2015
Гала је објавила албум Singles V1 преко своје издавачке куће Matriarchy Records, колекцију синглова из периода 2012–2015 са три раније необјављене песме.

#### 2016
2016. године Гала је снимила акустичну верзију песме Ослобођени од страсти у паришком Les Studios Saint Germain за филм Величина није битна (франц. Un homme à la hauteur) редитеља Лорена Тирарда са Жаном Дижарденом (добитником Оскара за најбољег глумца 2012. у филму Уметник) који је објављен у мају 2016. године.
У мају 2016. године, присталица Виган Атлетика поставила је на Јутјуб адаптацију Ослобођени од страсти под насловом „Will Grigg's on Fire“, као признање недавним голгетерским подвизима Вила Грига, играча Вигана. Откако је постављена, песма је постала вирална. Навијачи из Северне Ирске, Ирске, Велса и Француске направили су сопствену верзију песме за своје играче.
Песма је постала незванична песма Еура 2016.

#### 2017—данас
Током 2017. и 2018. године Гала је наступала на турнеји „Love the 90s” у Шпанији, са наступима за преко 20.000 људи у Валенсији, Билбау, Барселони, Мадриду, Бадајозу и на Мајорци.
Гала је написала и компоновала две оригиналне песме, Најсрећнији дан мог живота (енгл. Happiest Day of My Life) и Безимена љубав (енгл. Nameless Love) за филм Бајка (итал. Favola). 15. септембра је преко своје издавачке куће Matriarchy Records, издала ове две песме.
Наступила је на последњој утакмици за квалификације за УЕФА Еуро 2020 (Белгија-Кипар) уживо преносом широм света, након чега јој је Едан Азар у име националног белгијског фудбалског тима уручио дрес „Црвених ђавола”.

### Остало
Гала је такође радила као аутор текстова за класичне музичаре попут Салватореа Лицитре и Марсела Алвареза на албуму Duetto  и Марија Франгулиса.
И даље је страствени фотограф, а многе од њених фотографија појављују се на њеном званичном веб сајту.